# Psalm en fuga nr. 2 (Hovhaness)
Psalm en fuga nr. 2 is een compositie van Alan Hovhaness uit 1954.
Het werk dankt zijn ontstaan aan het hoornconcert Artik, dat Hovhaness eerder componeerde. Morris Secon, aan wie het werk is opgedragen, speelde Artik in mei 1954, onbewust van het feit dat de componist in de zaal zat. Beide waren betrokken bij Eastman School of Music. Dirigent tijdens de uitvoering was Howard Hanson. Tijdens het napraten van het concert kwam de componist op de solist af en de solist vroeg hem of het mogelijk was een compositie te schrijven voor een muziekensemble geheel bestaande uit hoorns. Op 8 mei 1954, Hovhaness kon snel componeren, leverde zijn Psalm en fuga nr. 2 af. De muziek is enerzijds religieus, de instrumentale psalm; anderzijds wereldlijk met de fuga, een geliefde compositiestijl van de componist. Het werk heeft geen opusnnumer, want is gepubliceerd door Secon onder de titel The magic of music.
De Psalm en fuga nr. 1 is geschreven voor strijkinstrumenten.

## Discografie
- Uitgave Centaur : hoornkwartet onder leiding van Robin Dauer (hoorn), opname mei 2006.